# Brachypelma auratum
Brachypelma auratum là một loài nhện trong họ Theraphosidae. Đây là loài đặc hữu của các khu vực của Guerrero và Michoacán ở Mexico. Nó có bề ngoài tương tự như xuất hiện Brachypelma smithi, mặc dù hơi tối hơn. Do sự tương tự nó không được coi là một loài riêng biệt cho đến năm 1992.